# レオナルド・ラモス (1989年生のサッカー選手)
レオナルド・ハビエル・ラモス（Leonardo Javier Ramos, 1989年8月21日 - ）は、アルゼンチン・メルロ出身のサッカー選手。ポジションはFW（センターフォワード）。

## 来歴
2009年に当時プリメーラB・メトロポリターナ（3部相当）に所属していたCAヌエバ・チカゴでキャリアをスタートさせたが、同カテゴリのCAヘネラル・ラマドリード、さらにはプリメーラC・メトロポリターナ（4部相当）のクルブ・エル・ポルベニル、あるいはトルネオ・フェデラルB（4部相当）のCAウラカン・ラス・エラスへの移籍を繰り返しつつも、なかなかチャンスを勝ち取ることが出来なかった。
2012年のシーズンオフにプリメーラB・メトロポリターナのクルブ・デポルティーボ・アルメニオへ移籍、2シーズンで27得点を挙げて頭角を現す（2017年に移籍したレノファ山口FCのプロフィールではデポルティーボ・アルメニオ以降のキャリアが記載されている）。その後2014年にチリのCDサン・マルコス・デ・アリカへ移籍。サン・マルコスで1シーズン過ごし、2015年にギリシャのFCプラタニアスへ移籍。2016年、母国へ戻り、CAアトランタでプレーした。
2017年7月、日本のレノファ山口FCへ移籍加入。チーム最多の7ゴールを挙げるも、11月に契約満了による退団が発表された。
2018年1月、リーガ・デ・アセンソ（メキシコ2部）のCFカフェタレロス・デ・タパチューラへの移籍が発表された。タパチューラではシーズン途中の加入にもかかわらずリーグ2位となる7得点を挙げ、プレーオフでも6試合6得点を決めてクラブ初のリーグタイトル獲得に貢献した。2018-19シーズンはリーガMX（メキシコ1部）・ロボス・デ・ラ・BUAPに期限付き移籍。アペルトゥーラ（前半戦）で8得点（リーグ6位タイ）、クラウスーラ（後半戦）でも8得点（リーグ5位タイ）を挙げてチームの主軸として活躍。
シーズン終了後、同じリーガMXのクラブ・レオンと3年契約を締結した。しかし同クラブでは若手のホセ・フアン・マシアスの後塵を拝する機会が増え、2020-21シーズンを前にCFパチューカへの期限付き移籍が発表された。2021年1月7日、ボリビア1部のクルブ・ボリバルに期限付き移籍した。
2022年1月14日、ウニオン・デ・サンタフェに1年契約で移籍した。

## 個人成績
2012年シーズン以降
| 国内大会個人成績 | 国内大会個人成績 | 国内大会個人成績 | 国内大会個人成績 | 国内大会個人成績 | 国内大会個人成績 | 国内大会個人成績 | 国内大会個人成績 | 国内大会個人成績   | 国内大会個人成績   | 国内大会個人成績 | 国内大会個人成績 |
| 年度             | クラブ           | 背番号           | リーグ           | リーグ戦         | リーグ戦         | リーグ杯         | リーグ杯         | オープン杯         | オープン杯         | 期間通算         | 期間通算         |
| 年度             | クラブ           | 背番号           | リーグ           | 出場             | 得点             | 出場             | 得点             | 出場               | 得点               | 出場             | 得点             |
| アルゼンチン     | アルゼンチン     | アルゼンチン     | アルゼンチン     | リーグ戦         | リーグ戦         | リーグ杯         | リーグ杯         | アルヘンティーナ杯 | アルヘンティーナ杯 | 期間通算         | 期間通算         |
| ---------------- | ---------------- | ---------------- | ---------------- | ---------------- | ---------------- | ---------------- | ---------------- | ------------------ | ------------------ | ---------------- | ---------------- |
| 2012-13          | アルメニオ       |                  | プリメーラB・M   | 37               | 12               | -                | -                | 3                  | 0                  | 40               | 12               |
| 2013-14          | アルメニオ       |                  | プリメーラB・M   | 30               | 15               | -                | -                | 2                  | 1                  | 32               | 16               |
| チリ             | チリ             | チリ             | チリ             | リーグ戦         | リーグ戦         | リーグ杯         | リーグ杯         | オープン杯         | オープン杯         | 期間通算         | 期間通算         |
| 2014-15          | サン・マルコス   | 27               | プリメーラ       | 29               | 10               | -                | -                | 4                  | 2                  | 33               | 12               |
| ギリシャ         | ギリシャ         | ギリシャ         | ギリシャ         | リーグ戦         | リーグ戦         | リーグ杯         | リーグ杯         | エラーダス杯       | エラーダス杯       | 期間通算         | 期間通算         |
| 2015-16          | プラタニアス     | 9                | スーパー         | 21               | 4                | -                | -                | 3                  | 3                  | 24               | 7                |
| アルゼンチン     | アルゼンチン     | アルゼンチン     | アルゼンチン     | リーグ戦         | リーグ戦         | リーグ杯         | リーグ杯         | アルヘンティーナ杯 | アルヘンティーナ杯 | 期間通算         | 期間通算         |
| 2016‐17          | アトランタ       |                  | プリメーラB・M   | 34               | 13               | -                | -                | 0                  | 0                  | 34               | 13               |
| 日本             | 日本             | 日本             | 日本             | リーグ戦         | リーグ戦         | リーグ杯         | リーグ杯         | 天皇杯             | 天皇杯             | 期間通算         | 期間通算         |
| 2017             | 山口             | 28               | J2               | 17               | 7                | -                | -                | -                  | -                  | 17               | 7                |
| 通算             | アルゼンチン     | アルゼンチン     | プリメーラB・M   | 101              | 40               | -                | -                | 5                  | 1                  | 106              | 41               |
| 通算             | チリ             | チリ             | プリメーラ       | 29               | 10               | -                | -                | 4                  | 2                  | 33               | 12               |
| 通算             | ギリシャ         | ギリシャ         | スーパー         | 21               | 4                | -                | -                | 3                  | 3                  | 24               | 7                |
| 通算             | 日本             | 日本             | J2               | 17               | 7                | -                | -                | -                  | -                  | 17               | 7                |
| 総通算           | 総通算           | 総通算           | 総通算           | 168              | 61               | -                | -                | 12                 | 6                  | 180              | 67               |

出場歴
- Jリーグ初出場・初得点 - 2017年7月29日 J2第25節 vs横浜FC（維新百年記念公園陸上競技場）

## タイトル
タパチューラ
- アセンソMX : クラウスーラ2018